# 和歌山県サッカー協会
一般社団法人和歌山県サッカー協会（わかやまけんサッカーきょうかい）は、和歌山県内で開催されるサッカー大会などを開催する機関。